# Holorusia ignicaudata
Holorusia ignicaudata is een tweevleugelige uit de familie langpootmuggen (Tipulidae). De soort komt voor in het Palearctisch gebied.